# سمنیویتسه
سمنیویتسه (به لاتین: Semněvice) یک منطقهٔ مسکونی در جمهوری چک است که در ناحیه دوماژلیتسه واقع شده‌است. سمنیویتسه ۱۲٫۰۲ کیلومتر مربع مساحت و ۱۵۱ نفر جمعیت دارد و ۴۹۳ متر بالاتر از سطح دریا واقع شده‌است.